# Villa Arcadia

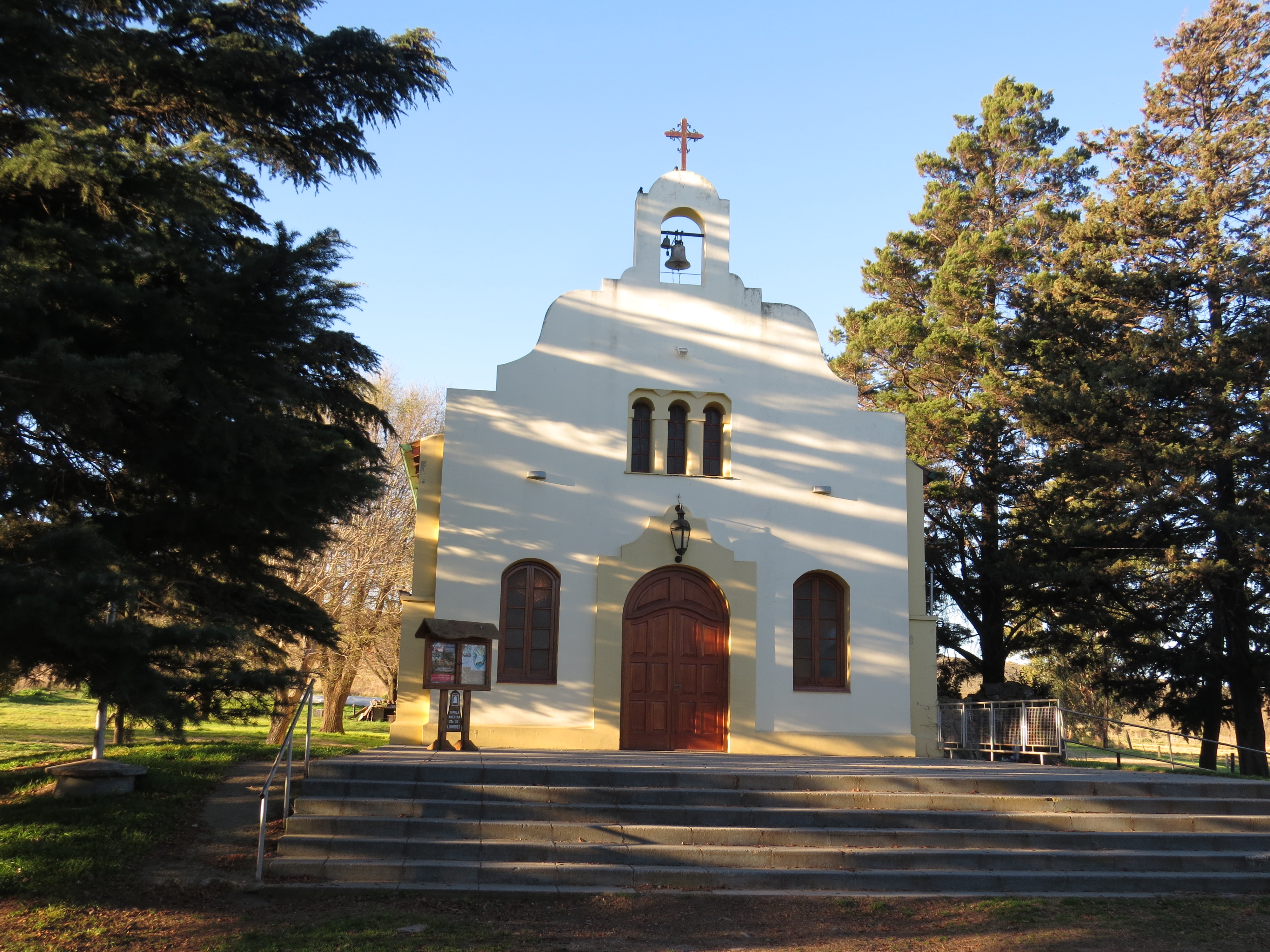
Capilla de Nuestra Señora de Lourdes.

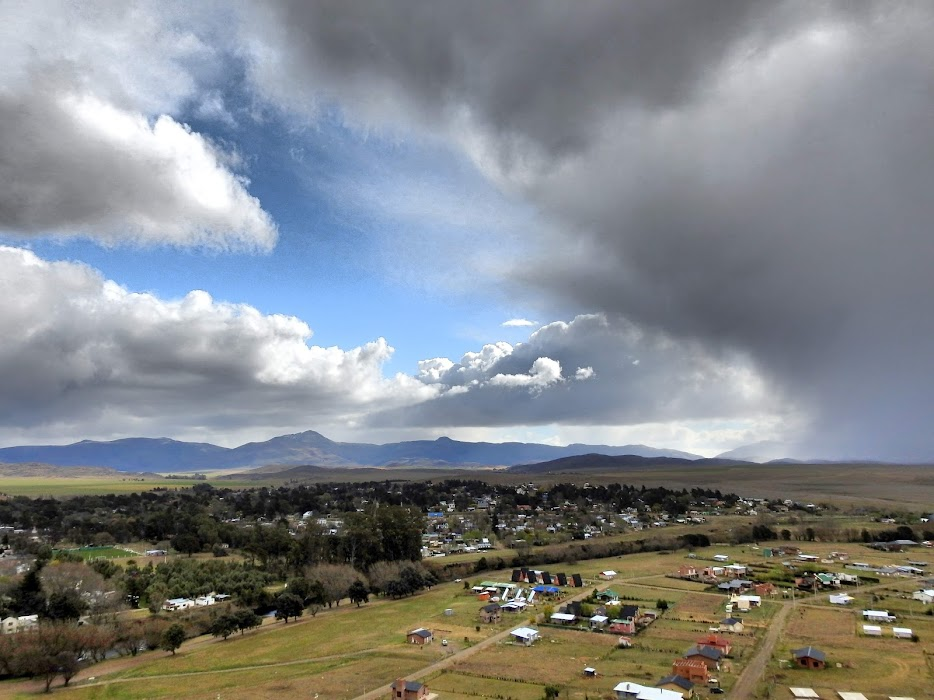
Vista del barrio Cerro Ceferino y parte de Sierra de la Ventana.

Villa Arcadia, o Villa La Arcadia, es una localidad turística del sur de la provincia de Buenos Aires que pertenece al partido de Coronel Suárez. Se encuentra unida a la localidad de Sierra de la Ventana por el río Sauce Grande.  

## Geografía
Villa La Arcadia está ubicada en el punto más austral del partido de Coronel Suárez, sobre la margen oriental del río Sauce Grande, que funciona como límite natural entre dicho partido y el de Tornquist. Frente a ella, se ubica la localidad vecina de Sierra de la Ventana, con la cual está comunicada por dos puentes: uno carretero (puente Don Segundo Pambianco) y otro ferroviario del ramal Roca («Puente Negro»); también se puede cruzar a pie de una localidad a otra a través de un pequeño dique. 
Ambas localidades se encuentran en un valle entre los cordones Ventana y Pillahuincó, más próximas a este último, sobre la falda de los cerros Ceferino (también conocido como cerro del Amor) y Pillahuincó, del sistema serrano de Ventania.
Además del Sauce Grande, el otro curso de agua que atraviesa la localidad es el arroyo El Negro; ambos confluyen entre sí a escasos metros de la villa.

## Demografía
Cuenta con 434 habitantes (Indec, 2010), lo que representa un incremento del 42 % frente a los 305 habitantes (Indec, 2001) del censo anterior. El INDEC considera una sola aglomeración junto con la localidad de Sierra de La Ventana perteneciente al partido de Tornquist, de manera que entre ambas se cuenta con una población de 2,599 habitantes (Indec, 2010).
Villa La Arcadia cuenta con un total de tres barrios: Centro, Parque Cerro Ceferino y Jardines de Pillahuincó.
| Gráfica de evolución demográfica de Villa La Arcadia entre 1991 y 2010 |
|                                                                        |
| Fuente: Censos nacionales del INDEC                                    |

## Ubicación
Villa La Arcadia se encuentra al pie del cordón montañoso de Pillahuincó, perteneciente al Sistema de Ventania formado durante la Era Terciaria. Esta localidad serrana se encuentra a 99 km de la ciudad de Coronel Suárez, cabecera del partido homónimo, a 42 km de Coronel Pringles por camino de ripio o 95 km por ruta, a 125 km de la ciudad de Bahía Blanca y a 556 km de la ciudad de Buenos Aires. Para llegar por ruta se debe atravesar previamente la localidad de Sierra de la Ventana, ingresando a esta por la RP 72 (desde RP76) para luego cruzar el puente que conecta ambas localidades. Otra opción es tomar la RP 51 y luego la RP 72 para llegar a Sierra de la Ventana pasando, antes, por la localidad de Saldungaray. 

## Transporte
Desde la ciudad de Buenos Aires se puede llegar en:
- Ómnibus. Salen de la Estación Retiro hacia Sierra de la Ventana todos los días.
- Tren. El tren Roca parte de la Estación Constitución hacia Bahía Blanca; en este caso, se desciende en la estación de Tornquist y, desde allí, se utiliza el servicio interurbano de combis.
- Avión. Desde el Aeroparque Jorge Newbery salen vuelos hacia el aeropuerto de Bahía Blanca. Desde dicha ciudad hay servicios diarios de combis y ómnibus hacia Sierra de la Ventana/Villa la Arcadia.

## Alojamiento
- Complejos de cabañas, hosterías, hoteles, apart hoteles, dormis, un camping, un centro turístico. Información detallada en la web de Turismo de las Sierras de la Ventana.

## Lugares de interés
- Cerro Ceferino o Cerro del Amor. Se asciende a pie, de manera autoguiada, por un sendero de baja dificultad. El recorrido completo (ascenso y descenso) toma menos de treinta minutos. La actividad es libre y gratuita y no tiene límite de horario.
- Río Sauce Grande. Ideal para nadar o hacer un paseo en kayak o en bote a pedal (disponibles para alquiler en el balneario El Dique).
- Capilla de Nuestra Señora de Lourdes. Permanece abierta durante todo el día. Las misas se celebran los domingos a las 11 h.
- Circuito Peralta-Bonete. Un recorrido de 32 km por camino rural con vista panorámica de las sierras y el campo. Se puede realizar en auto, en bicicleta o a pie y es un opción muy elegida por los amantes del running.
- Talleres de artesanos.
- Excursiones a caballo.
- Calles arboladas con casas históricas.

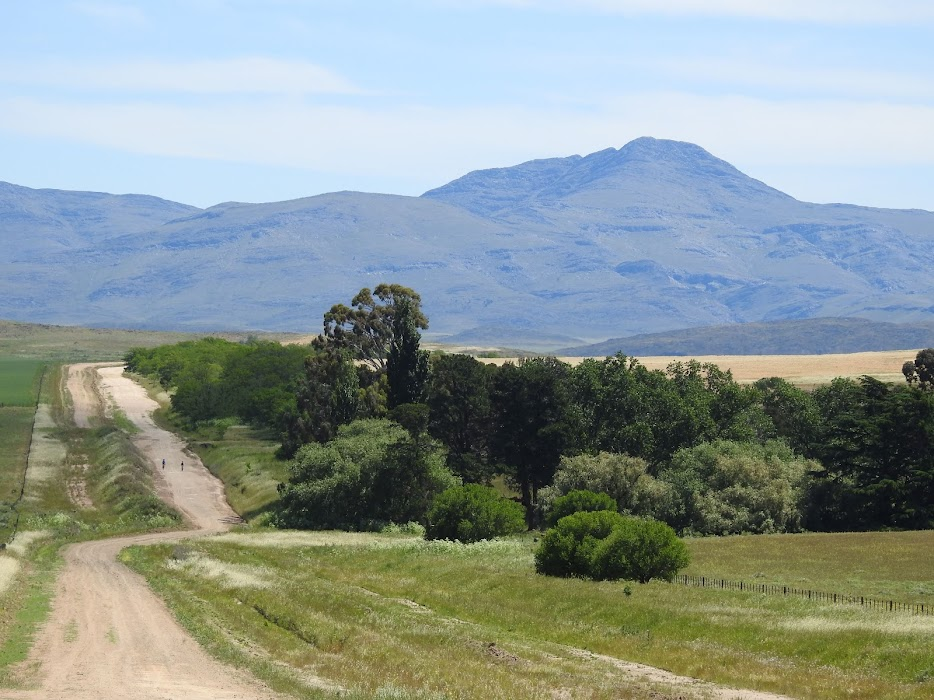
Vista desde el circuito Peralta-Bonete.

- Datos: Q3150446